# فیلیپ کلودل
فیلیپ کلودل (به فرانسوی: Philippe Claudel) کارگردان و رمان‌نویس قرن بیستم میلادی اهل فرانسه است.